# Pangrapta albistigma
Pangrapta albistigma là một loài bướm đêm trong họ Erebidae.